# Militia Templi

Kreuz der Militia Templi

Die Militia Templi – Christi pauperum Militum Ordo (Miliz des Tempels – Orden der armen Ritter Christi) ist eine 1979 in Italien entstandene private Rittergemeinschaft katholischer Laien.

## Geschichte
Die aus der christlichen Pfadfinderbewegung hervorgegangene ‚Milizia del Tempio‘ wurde am 21. September 1979 in das staatliche Vereinsregister eingetragen und am 8. September 1988 unter Genehmigung der Statuten durch Erzbischof Ismaele Mario Castellano von Siena-Colle di Val d’Elsa-Montalcino kirchenrechtlich als privater Verein von Gläubigen diözesanen Rechts (CIC can. 298 f.) im Erzbistum Siena-Colle di Val d’Elsa-Montalcino (Italien) anerkannt. Sein Nachfolger, Gaetano Bonicelli, billigte am 18. November 1990 eine Neufassung der Statuten unter dem Namen „Regola dei poveri cavalieri di Cristo“. Ohne bischöfliche Mitwirkung entstand das mit der „Regola“ gleichwertige Verfassungsdokument „Sviluppo e criteri di sviluppo delle Milizia del Tempio“. Es wurde 2002 und 2006 vom „Generalkapitel“ der Militia Templi beraten und verabschiedet, vom „Großmeister“ in eigener Autorität verändert und von ihm am 11. März 2007 promulgiert.
Der Sitz der Militia Templi und der zugehörigen Pfadfindervereinigung befindet sich im „Castello della Magione“ in Poggibonsi bei Siena.

## Zweck und Aufgabe
Sie beruft sich auf die Ideale und den Lebensstil, die von Bernhard von Clairvaux im Liber ad Milites Templi de laude novae militiae für die Templer beschrieben wurden. Dabei beansprucht die Gemeinschaft keine direkte Abstammung vom historischen Templerorden und zählt nicht zu den vom Heiligen Stuhl anerkannten Geistlichen Ritterorden und Päpstlichen Ritterorden. Kirchenrechtlich handelt es sich um einen „privaten Verein von Gläubigen“. Von ihm verliehene Titel („Großmeister“, „Herzog“, „Ritter“, „Prälat“ usw.) und Bezeichnungen wie Dom.(-inus, „Herr“) und Fra.(-ter, „Bruder“) sind vereinsinterner Natur.
Besondere Ziele der Militia Templi sind die Pflege der Liturgie (in ihrer Fassung von 1962), der Vollzug des kirchlichen Stundengebetes, die Vertiefung der Spiritualität und der Kultur der christlichen Ritterschaft, die Fürsorge der Pilger und die moralische und materielle Unterstützung des Nächsten und insbesondere der Christen im Heiligen Land, sowie die Erziehung der Jugendlichen.

## Mitglieder und Förderer
Nach eigenen Angaben zählt die Vereinigung weltweit ca. 100 Mitglieder, davon ca. 30 „Professen“ sowie 70 „Obedienz-Ritter“ und „Damen“. Dazu kommen etwa 20 Bewerber, 122 Träger des Ehrenzeichens und 27 Freunde.
Der Gründer sowie „Großmeister und Herzog der Militia Templi“ ist Marcello Alberto Cristofani (* 8. Januar 1940 in Casole d'Elsa), der daneben unter anderem folgende Titel und Ehren beansprucht (in Klammern begründende Daten): Barone (1809) e Conte (1812) del Regno d'Italia; Conte della Magione (1979); Conte Palatino (1981). Er wurde zunächst 1979 und 1984 auf Zeit, dann 1988 auf Lebenszeit gewählt und amtiert heute „von Gottes Gnaden“ (per grazia di Dio).
Als „Prälat“ des Ordens fungiert derzeit P. Attila (Gregorio) Lipovsky, OSPPE (* 30. Juni 1979 in Nové Zámky, Slowakei; Priesterweihe: 5. Juli 2003 in Esztergom, Ungarn). Als „cappellani“ (Ehrenkapläne) werden 4 Kardinäle (u. a. Silvio Angelo Pio Oddi [1993–†2001], Édouard Gagnon [1996–†2007] und Alfons Maria Stickler [1995–†2007]), 11 Bischöfe und 34 Priester geführt.

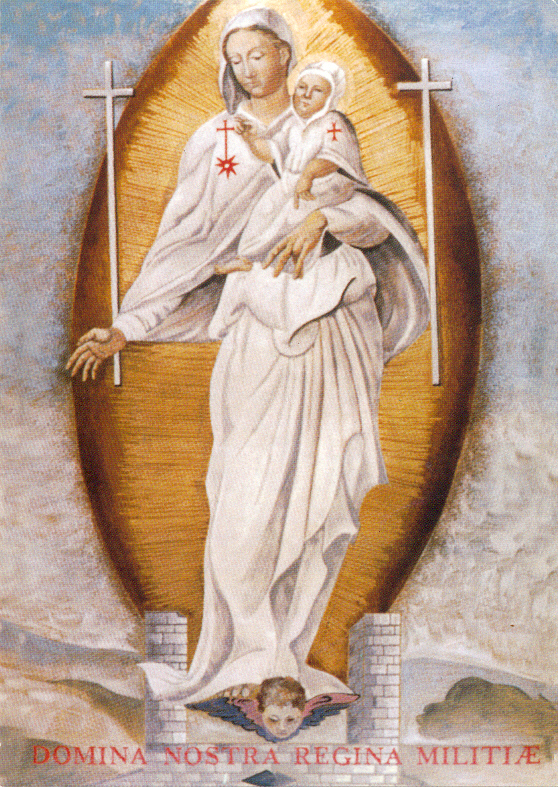
„Regina Militiae“ – Unsere Liebe Frau der Ritter

## Ähnliche Vereinigungen
- Militia Sanctae Mariae, „privater Verein von Gläubigen“ diözesanen Rechts.
- Institut de la Sainte-Croix de Riaumont, altritualistische Gesellschaft des Apostolischen Lebens päpstlichen Rechts („Pfadfinder-Orden“).